# Adalbert Quadt
Adalbert Quadt (* 18. Oktober 1903 in Berlin-Wedding; † 31. Dezember 1987) war ein deutscher Gitarrist, Herausgeber und Musikpädagoge.

## Leben
Quadt studierte bis 1934 Gitarre bei Bruno Henze und Erwin Schwarz-Reiflingen. Nach seiner Ausbildung wirkte er als Lehrer am  Städtischen Konservatorium in Berlin-West und der Musikschule in Berlin-Köpenick sowie als Konzertgitarrist. Er war für einige Jahre Mitglied des Staatlichen Volkskunst-Ensembles der DDR. Quadt veröffentlichte mehrere Aufsätze und Schriften zur Gitarrenliteratur sowie umfangreiche, vom Deutschen Verlag für Musik (Leipzig) und bei Bärenreiter (Kassel) herausgegebene Ausgaben von Lautenmusik und von Gitarrenmusik des 16. bis 19. Jahrhunderts. Gemeinsam mit Werner Pauli brachte er die deutsche Fassung des Gitarren-Lexikons von Józef Powroźniak heraus.

## Veröffentlichungen (Auswahl)
- als Hrsg.: Lautenmusik aus der Renaissance. 2 Bände. Nach Tabulaturen herausgegeben. Deutscher Verlag für Musik, Leipzig 1967–1971.
- als Hrsg.: Gitarrenmusik des 16.–18. Jahrhunderts. 4 Bände. Deutscher Verlag für Musik, Leipzig 1970–1984.
  - Band 1, 3 und 4: nach Tabulaturen [für Gitarre] herausgegeben
  - Band 2: nach Tabulaturen für Colascione, Mandora und Angelica herausgegeben
- als Hrsg. mit Werner Pauli: Józef Powroźniak, Gitarren-Lexikon. Verlag Neue Musik, Berlin 1979.